# Alexandre Louis Simon Lejeune

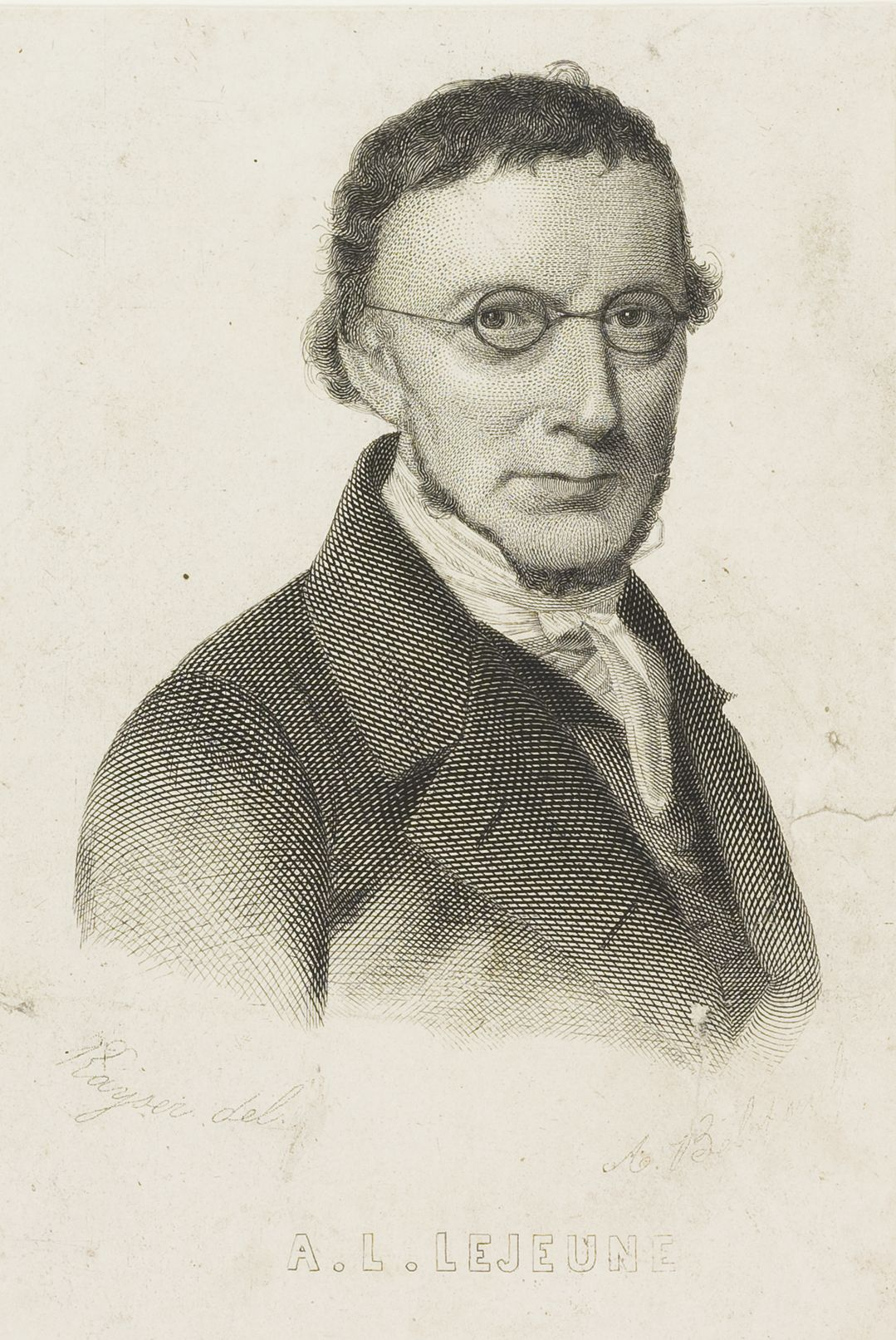
Alexandre Louis Simon Lejeune

Alexandre Louis Simon Lejeune, auch Alexander Ludwig, (* 23. Dezember 1779 in Verviers, Hochstift Lüttich; † 28. Dezember 1858 ebenda, Belgien) war ein belgischer Arzt und Botaniker. Sein offizielles botanisches Autorenkürzel lautet „Lej.“

## Leben und Wirken
Lejeune, der Sohn eines Arztes, studierte ab 1801 Medizin in Paris, unterbrochen vom Militärdienst (1804, in Holland, Hannover und bei Calais), und war danach niedergelassener Arzt in Verviers.
Er verfasste mit Richard Courtois (1806–1835) eine Flora von Belgien. 217 Belege seiner Sammlung befinden sich im Museum Wiesbaden.
Im Jahr 1823 wurde er zum Mitglied der Leopoldina gewählt. 1834 wurde er Mitglied der Königlichen Akademie der Wissenschaften in Brüssel. Sein Herbarium kam an den Botanischen Garten in Brüssel.

## Ehrungen
Die Moosgattung Lejeunea Lib. und damit auch die Familie Lejeuneaceae sind nach ihm benannt.

## Schriften
- mit Richard Courtois: Compendium florae belgicae, 3 Bände, Lüttich 1828 bis 1836, Biodiversity Library
- Revue de la flore des environs de Spa, Lüttich 1824, Biodiversity Library
- mit Richard Courtois: Choix des plantes de la Belgique, 20 Bände, 1825–1830